# George William Casey Jr.
George William Casey Jr. (Sendai, 22 luglio 1948) è un generale statunitense, capo di Stato Maggiore dell'Esercito degli Stati Uniti dal 2007 al 2011.
Il generale Casey è stato il comandante della Forza multinazionale in Iraq dal giugno 2004 al febbraio 2007. Il 26 gennaio 2007, il Senato degli Stati Uniti ha confermato il tenente generale David H. Petraeus per la promozione a generale con l'assegnazione in Iraq, in sostituzione del Gen. Casey. Il Gen. Casey è stato successivamente confermato come 36º capo di Stato Maggiore dell'Esercito l'8 febbraio 2007. Il 10 aprile del 2007 Casey ha sostituito il generale Peter J. Schoomaker, che si è ritirato. Casey ha lasciato il comando in Iraq a Petraeus il 10 febbraio 2007. L'avvicendamento al comando è stato presieduto dal generale John Abizaid, comandante del Comando Centrale degli Stati Uniti.

## Biografia
Il generale Casey è nato nel 1948, a Sendai, in Giappone. Suo padre, George William Casey, si è laureato a West Point, ed ha raggiunto il grado di maggior generale servendo in due guerre (la Guerra di Corea e la Guerra del Vietnam). Suo padre ha comandato il 1 ° Cavalry Division in Vietnam, ed è stato ucciso il 7 luglio 1970, quando il suo elicottero è precipitato nel Vietnam del Sud mentre si recava presso un ospedale a visitare i soldati americani feriti.
Il generale Casey è cresciuto a sud di Boston, a Scituate, Massachusetts, ha frequentato il Boston College High School di Dorchester. Dopo la scuola superiore, ha conseguito la sua laurea in Scienza e Relazioni internazionali presso l'Università di Georgetown Edmund A. Walsh School of Foreign Service e ha ricevuto un master in arti dalla Scuola di Studi Internazionali presso l'Università di Denver. Egli è stato arruolato attraverso la Formazione degli Ufficiali della Riserva, Reserve Officers' Training Corps (ROTC), nel 1970 dopo aver terminato a Georgetown.
Il generale Casey ha comandato una unità di Fanteria Meccanizzata durante una porzione della sua carriera. È stato comandante della 3ª Brigata del 1 ° Cavalry Division, e Assistente del Comandante Divisione Maneuver (successivamente Assistente Comandante Divisione - Supporto), del 1 ° Armored Division in Germania. Ha preso parte all'Operation Joint Endeavor in Bosnia ed Erzegovina dal luglio 1996 all'agosto 1997. Lui e lo staff del Comando erano di sede a Slavonski Brod, Croazia. Casey ha assunto il comando del 1 ° Armored Division nel luglio 1999.
Dopo la rinuncia di comando della Divisione, nel luglio 2001, il generale Casey ha ricoperto la posizione di alto funzionario del Pentagono come Direttore dei Piani Strategici e di Politica, J - 5, nello Stato Maggiore dall'ottobre 2001 al gennaio 2003. La sua seguente posizione è stata quella di Direttore dello Stato Maggiore, Washington, da gennaio 2003 a ottobre 2003. A seguito di tali incarichi, Casey è stato nominato e confermato come il 30º vice capo di Stato Maggiore dell'Esercito, carica che ha ricoperto fino al giugno 2004.

## Comando in Iraq
Il generale Casey ha servito come Comandante della coalizione in Iraq, dal giugno 2004 al febbraio 2007. Egli ha sostituito il tenente generale Ricardo S. Sanchez. Per il Gen. Casey l'obiettivo era quello di incoraggiare gli iracheni ad assumersi la responsabilità dei loro problemi e la responsabilità per la propria sicurezza. Da parte sua, in qualità di Comandante Militare, si è focalizzato sulla formazione delle forze irachene, limitando il ruolo delle forze americane, e di trasferire l'onere di fornire la sicurezza per le forze irachene. Nel frattempo, i diplomatici degli Stati Uniti si concentrarono sulla costruzione e il rafforzamento del Governo iracheno e di aiutare gli iracheni a tenere le elezioni. Casey ha espresso dal suo punto di vista che una grande e invadente presenza americana in Iraq, non risolverebbe i problemi politici e di sicurezza in questo paese e potrebbe addirittura il combustibile per l'insurrezione.

## Capo di Stato Maggiore dell'Esercito
Nel gennaio 2007 il Presidente degli Stati Uniti George W. Bush ha promosso il tenente generale David Petraeus a generale con destinazione il comando della coalizione in Iraq. Casey è stato nominato in concomitanza Capo di Stato Maggiore dell'Esercito degli Stati Uniti. Il Senato ha confermato la sua nomina l'8 febbraio 2007.

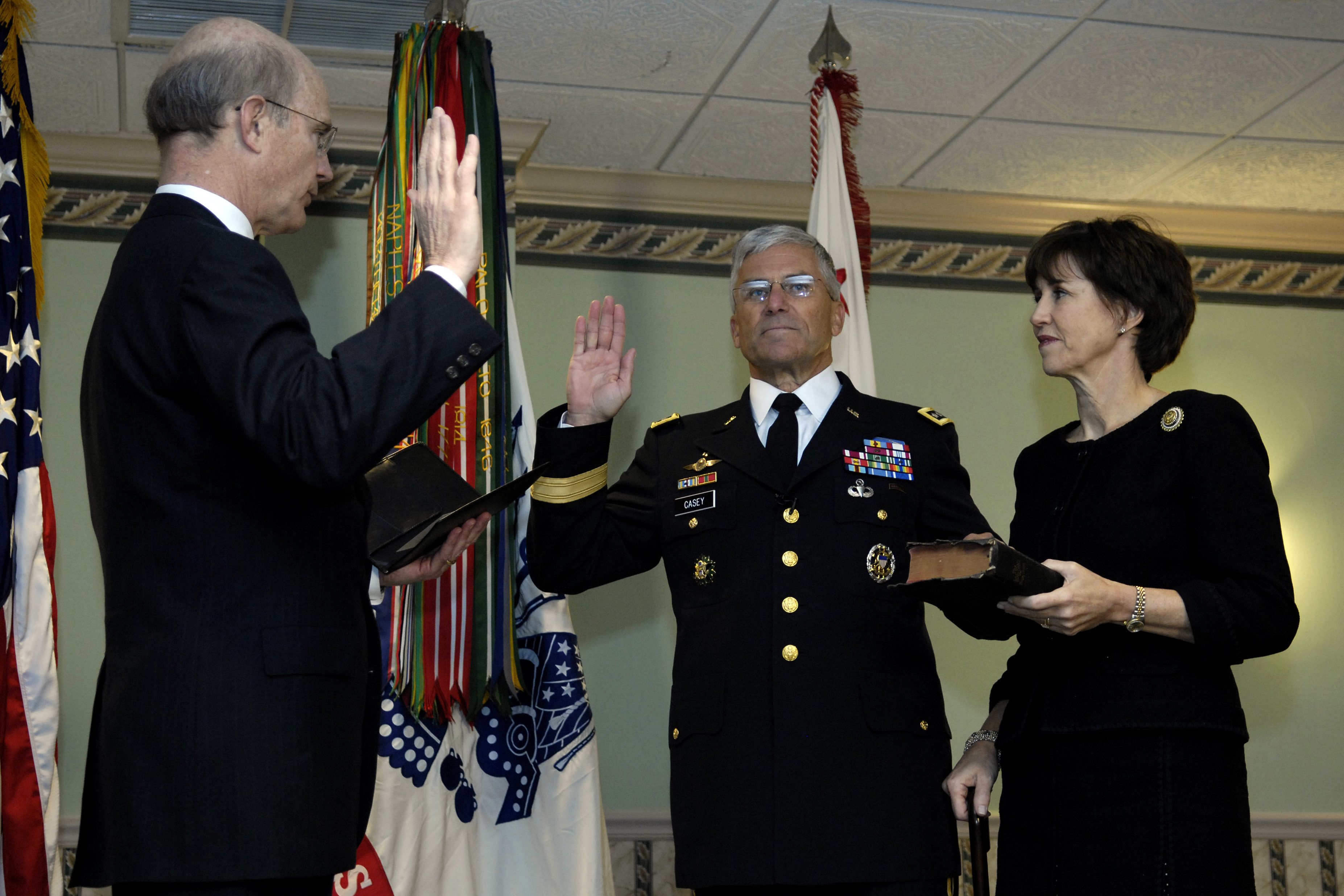
Davanti al Segretario della Difesa Pete Geren giura il Gen. George W. Casey Jr. come the 36º Capo di Stato Maggiore dell'Esercito a Fort Myer, Virginia, il 10 aprile, 2007. Casey succede al generale Peter J. Schoomaker nella foto durante la cerimonia di cambio di comando.

## Decorazioni
- Defense Distinguished Service con Oak Leaf Cluster
- Distinguished Service con Oak Leaf Cluster
- Legion of Merit con 2 Oak Leaf Cluster
- Defense Meritorious Service
- Meritorious Service
- Army Commendation con Oak Leaf Cluster
- Army Achievement con Oak Leaf Cluster
- National Defense Service con Service star
- Armed Forces Service
- Army Service
- Overseas Service (con il numero 3)
- United Nations
- Medaglia NATO

## Citazioni presidenziali
- Joint Meritorious Unit Award
- Valorous Unit Award

## Badge e brevetti
- Expert Infantryman Badge
- Master Parachutist Badge
- Ranger Tab
- Joint Chiefs of Staff
- Army Staff Identification Badge